# دوره‌گردها
دوره گردها (انگلیسی: The Hucksters) فیلمی آمریکایی در سبک کمدی-درام به کارگردانی جک کانوی و محصول شرکت فیلم‌سازی مترو گلدوین مایر است که در سال ۱۹۴۷ منتشر شد.

## بازیگران
- کلارک گیبل
- دبورا کار
- سیدنی گرین‌استریت
- آدولف منژو
- اوا گاردنر
- کینن وین
- ادوارد آرنولد
- فرانک آلبرستون
- گلوریا هولدن
- ماری ویندسور
- تئودور فون التز
- رابرت اِمِـت اوکانر